# Prima Divisione Trentino-Alto Adige 1951-1952
La Prima Divisione fu il massimo campionato regionale di calcio disputato in Trentino-Alto Adige nella stagione 1951-1952. 
Questa stagione fu molto particolare per le società che disputavano i campionati regionali. A livello nazionale, infatti, la FIGC aveva approvato il Lodo Barassi, una riforma della struttura piramidale dei campionati che avrebbe, tra l'altro, istituito un nuovo massimo campionato regionale denominato Promozione. Il meccanismo della riforma premiò le piccole realtà come la Lega Regionale Tridentina che, avendo una Prima Divisione a girone unico, non potevano subire alcun taglio dalla creazione della nuova categoria.
Il caso trentino fu quindi molto particolare dato che, essendo lo standardizzato numero di posti disponibili per il nuovo campionato regionale addirittura superiore a quello delle partecipanti al presente torneo, tutte le società di Prima Divisione sapevano che sarebbero poi state iscritte in Promozione indipendentemente dagli esiti della stagione, che assunse così valore puramente interlocutorio. Anzi, in questa regione fu offerta anche alle società di Seconda Divisione la possibilità, sempre a condizione di soddisfare i requisiti economici e infrastrutturali dovuti, di passare direttamente in Promozione a riempimento dell'organico. Dato che, tuttavia, a fine stagione risposero all'appello solo le vincenti dei tre gironi regionali cadetti, ed essendo retrocesso dalla lega superiore solo un club, la nuova Promozione partì con ben quattro vacanze d'organico.

## Squadre Partecipanti
| Squadra         | Città (provincia)   | Stagione precedente |
| --------------- | ------------------- | ------------------- |
| S.S. Benacense  | Riva del Garda (TN) |                     |
| F.C. Bolzanese  | Bolzano             |                     |
| F.C. Bressanone | Bressanone (BZ)     |                     |
| F.C. Brunico    | Brunico (BZ)        |                     |
| G.S. Lancia     | Bolzano             |                     |
| G.S. Libertas   | Bolzano             |                     |
| S.S. Olivo      | Arco (TN)           |                     |
| G.S. S.A.I.T.   | Trento              |                     |

## Classifica finale
|  | Pos. | Squadra        | Pt | G  | V  | N | P | GF | GS | DR  |
|  | ---- | -------------- | -- | -- | -- | - | - | -- | -- | --- |
|  | 1.   | Lancia         | 24 | 14 | 11 | 2 | 1 | 42 | 13 | +29 |
|  | 2.   | S.A.I.T.       | 22 | 14 | 9  | 4 | 1 | 31 | 12 | +19 |
|  | 3.   | Bolzanese      | 14 | 14 | 5  | 4 | 5 | 18 | 19 | -1  |
|  | 4.   | Olivo          | 13 | 14 | 3  | 7 | 4 | 31 | 33 | -2  |
|  | 4.   | Bressanone     | 13 | 14 | 5  | 3 | 6 | 20 | 24 | -4  |
|  | 6.   | Benacense 1905 | 10 | 14 | 3  | 4 | 7 | 13 | 21 | -8  |
|  | 7.   | Brunico        | 8  | 14 | 3  | 2 | 9 | 16 | 32 | -16 |
|  | 7.   | Libertas       | 8  | 14 | 3  | 2 | 9 | 16 | 33 | -17 |

Legenda:

      Campione regionale di Prima Divisione.
Regolamento:
Due punti a vittoria, uno a pareggio, zero a sconfitta.
Pari merito in caso di pari punti.

### Giornali
- Archivio della Gazzetta dello Sport, stagione 1951-52, consultabile presso le Biblioteche:
  - Biblioteca Civica di Torino;
  - Biblioteca Nazionale Braidense di Milano,
  - Biblioteca Nazionale Centrale di Firenze,
  - Biblioteca Nazionale Centrale di Roma,
  - Biblioteca Civica Berio di Genova,
  - e presso Emeroteca del C.O.N.I. di Roma (non è online ma è da consultare in sede).
- Tuttosport, consultabile presso la Biblioteca Civica di Torino.

### Libri
- Comunicati ufficiali del Comitato Regionale Venezia Tridentina conservati presso la sede dell'attuale Comitato Regionale Trentino-Alto Adige in Via G.B. Trener 2/2 a Trento che hanno permesso la pubblicazione del libro:
- Antenisco Gianotti, Sergio Braghini, Almanacco del calcio regionale Trentino Alto Adige - dal 1948 al 1993, Tipografia Presel, Bolzano, 1993. che contiene i risultati e tutte le classifiche ufficiali dei campionati trentino-altoatesini dal 1948 al 1993 (esclusa la Terza Categoria).